# Angelo Maria Dolci
Angelo Maria Dolci, italijanski rimskokatoliški duhovnik, škof in kardinal, * 12. julij 1867, Civitella di Agliano, † 13. september 1939.

## Življenjepis
5. junija 1890 je prejel duhovniško posvečenje.
19. aprila 1900 je bil imenovan za škofa Gubbia in 13. maja istega leta je prejel škofovsko posvečenje.
7. decembra 1906 je bil imenovan za apostolskega delegata: v Ekvadorju, v Boliviji in v Peruju. S teh položajev je odstopil septembra 1910. 9. decembra 1906 je bil imenovan še za naslovnega nadškofa Nazianzusa.
27. januarja 1911 je bil imenovan za nadškofa Amalfija in 13. novembra 1914 še za sirskega Hierapolisa.
14. decembra 1922 je bil imenovan za apostolskega nuncija v Belgiji in 30. maja naslednje leto pa še za apostolskega nuncija v Romuniji.
13. marca 1933 je bil povzdignjen v kardinala in imenovan za kardinal-duhovnika S. Maria della Vittoria; istega dne je odstopil z diplomatskega položaja v Romuniji.
15. junija 1936 je bil imenovan za kardinal-škofa Palestrine.
Umrl je 13. septembra 1939.